# 김정숙 (조각가)
김정숙(金貞淑, 1917년 11월 10일 ~ 1991년 2월 19일)은 대한민국의 조각가이다.

## 생애
서울 출신으로, 1953년 홍익대학교 미술학부 조각과를 졸업하고, 미국으로 건너가 미시시피대학원과 뉴욕·포름 갤러리에서 조각을 연구했다. 1956년에는 크렘브룩 아카데미에서 조각대학원 코스를 수료했고, 1958년에 미국 클리블랜드 미술대학에서 산업미술을 연구했다. 1960년 오스트리아의 비엔나에서 열린 국제조형미술회의에 한국대표로 참가하고, 유럽 전역에 걸친 미술 시찰여행을 하였다. 마닐라와 사이공 등의 국제전과 상파울로 비엔날레전 등에 출품하는 한편 조선일보 현대작가초대전에도 출품했고, 몇 차례의 개인전을 가졌다. 국전 심사위원과 홍익대학교 조각과장을 역임했다.

## 작품 및 경향
섬세한 감각의 볼륨있는 석조 및 목조를 통하여 생활의 애환을 표현하는 작가로 알려지고 있으며 작풍은 추상경향에 가깝다. 주요 작품으로 〈이인호소령상〉, 〈지덕칠중사상(池德七中士像)〉, 〈이율곡선생상〉, 〈새의형태〉, 〈작품〉, 〈엄마와 애기〉, 〈두 얼굴〉 등이 있다.

## 수상
- 1976년 대한민국미술전람회 초대작가상
- 1982년 국민훈장 석류장
- 1984년 중앙문화대상 예술상
- 1985년 신사임당상